# Museu de Arte Cicládica

A Fundação Nicholas P. Goulandris - Museum de Arte Cicládica (em grego:  Μουσείο Κυκλαδικής Τέχνης) é um dos maiores museus de Atenas. Ele abriga uma notável coleção de artefatos e arte cicládica. O museu foi fundado em 1986 para abrigar a coleção de Arte Grega Antiga e Cicládica pertencente a Nicholas e Dolly Goulandris.

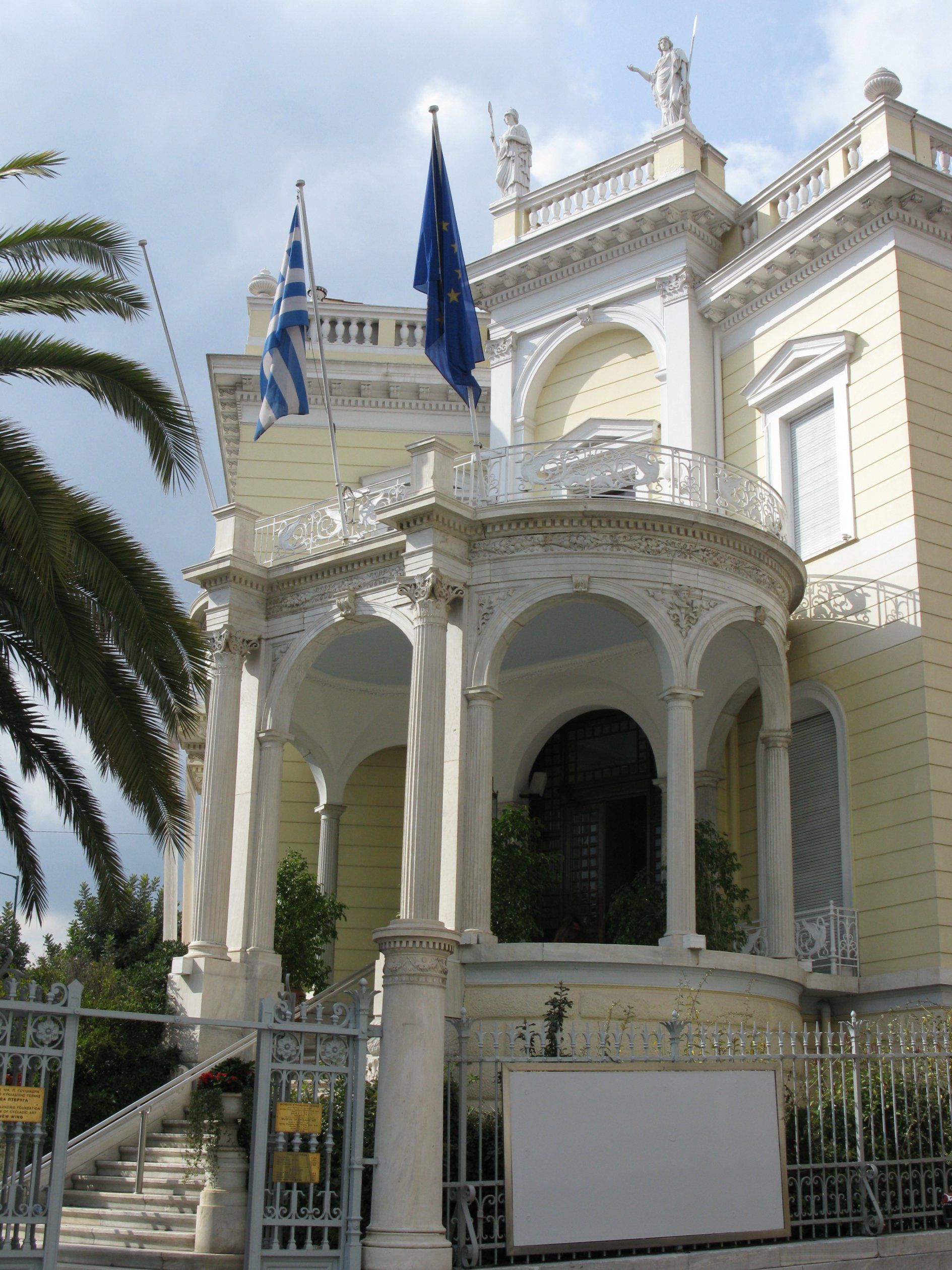
Museu de Arte Cicládica, Atenas, Grécia

O casal colecionava antiguidades gregas desde o início de 1960, com especial interesse na arte pré-histórica das ilhas Cíclades, no Mar Egeu. O prédio do museu, construído no centro de Atenas em 1985, foi projetado pelo arquiteto grego Ioannis Vikelas. Em 1991, o museu recebeu uma nova ala, a neoclássica Mansão Stathatos, localizada na esquina da Avenida Vassilissis Sofias com a rua Herodotou Street.